# 施泰因阿尔本
施泰因阿尔本是德国莱茵兰-普法尔茨州的一个市镇。总面积2.54平方公里，总人口428人，其中男性216人，女性212人（2011年12月31日），人口密度169人/平方公里。